# Chlorostilbon melanorhynchus
Émeraude des Andes occidentales, Émeraude à bec noir
Espèce
Statut de conservation UICN

 LC  : Préoccupation mineure
Statut CITES
L'Émeraude des Andes occidentales ou Émeraude à bec noir (Chlorostilbon melanorhynchus) est une espèce de colibris (famille des Trochilidae).

## Répartition
Cet oiseau est présent en Colombie et en Équateur.

## Habitat
Ses habitats sont les forêts tropicales et subtropicales humides de basses et hautes altitudes mais aussi les anciennes forêts fortement dégradées.

Carte de répartition de l'espèce

## Sous-espèces
D'après Alan P. Peterson, il existe deux sous-espèces :
- Chlorostilbon melanorhynchus melanorhynchus Gould, 1860 ;
- Chlorostilbon melanorhynchus pumilus Gould, 1872.